# Chasmanthe
Chasmanthe es un pequeño género de plantas perennes y bulbosas de la familia Iridaceae, nativas de la Provincia del Cabo en Sudáfrica. Comprende 26 especies descritas y de estas, solo 3 aceptadas.

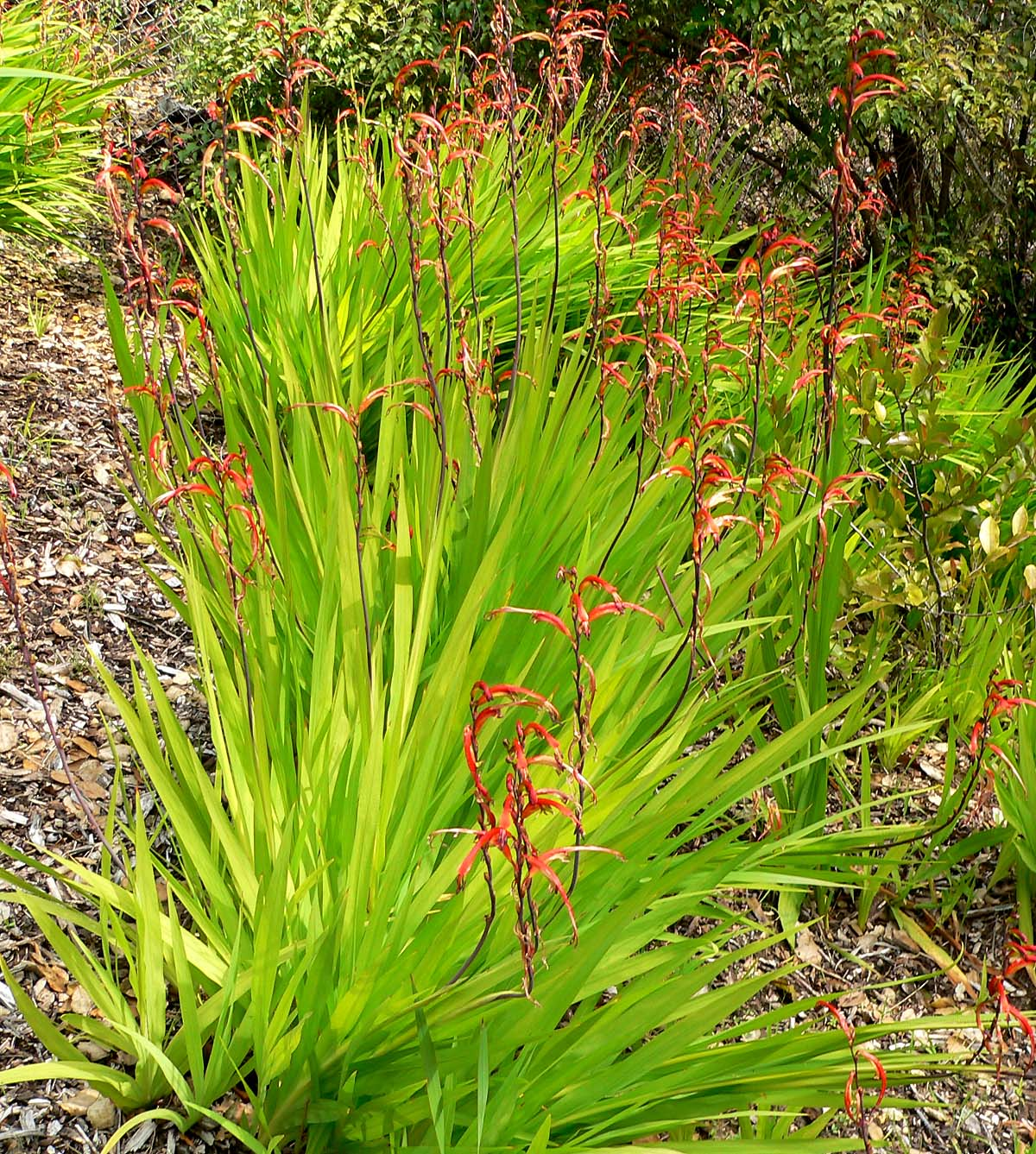
Chasmanthe floribunda, aspecto general.

## Descripción
Se trata de hierbas perennes de hasta 140 cm de altura, con follaje caduco, que crecen a partir de cormos.  Las hojas son ensiformes, dísticas, alternas,  paralelinervadas y de margen entero. Presentan coloridas inflorescencias en espigas dísticas. Las flores son hermafroditas, cigomorfas, sésiles y se disponen en la inflorescencia protegidas por dos cortas espatas. El perigonio es cilíndrico, curvado, con el tépalo superior extendido siguiendo la curvatura del tubo perigonial, los 5 restantes mucho más breves y extendidos. Presenta 3 estambres dispuestos a lo largo del tépalo superior. El ovario es ínfero y el estilo es tripartito. Las flores son de colores brillantes, desde el amarillo, anaranjado hasta el rojo escarlata. Se las cultiva en varias partes del mundo como ornamentales. El fruto es una cápsula dehiscente. Florecen en verano.

## Taxonomía
El género fue descrito por Nicholas Edward Brown y publicado en Transactions of the Royal Society of South Africa 20(3): 272–274. 1932.
Etimología
Chasmanthe: nombre genérico que deriva  del griego, chasme = "abierto, partido" y anthos = "flor", donde alude a los tépalos incisos o partidos característicos de estas especies.

## Especies aceptadas
A continuación se brinda un listado de las especies del género Chasmanthe aceptadas hasta marzo de 2015, ordenadas alfabéticamente. Para cada una se indica el nombre binomial seguido del autor, abreviado según las convenciones y usos.	
- Chasmanthe aethiopica (L.) N.E.Br
- Chasmanthe bicolor (Gasp. ex Ten.) N.E.Br.
- Chasmanthe floribunda  (Salisb.) N.E.Br.

## Cultivo
Chasmanthe se propaga fácilmente por cormos y por semillas. Algunas especies son muy invasoras y logran naturalizarse.